# Defensor Sporting Club
Maillots
Actualités
Le Defensor Sporting Club est un club uruguayen de football basé à Montevideo.

## Historique
- 15 mars 1913 : fondation du club sous le nom de Club Atlético Defensor
- 1989 : fusion avec le Sporting Club (un club de basket-ball) en Defensor Sporting Club

## Palmarès
- Championnat d'Uruguay (4)
  - Champion : 1976, 1987, 1991, 2008

- Coupe d'Uruguay (3)
  - Vainqueur : 2022, 2023, 2024

- Championnat d'Uruguay de deuxième division (2)
  - Champion : 1950, 1965

## Joueurs emblématiques
- Eduardo Mario Acevedo
- Ricardo Otacilio Emerson
- Gustavo de Simone
- Giorgian De Arrascaeta